# Katharina Diez
Katharina Diez, född den 2 december 1809 i Netphen (Westfalen), död där den 22 januari 1882, var en tysk skald.
Katharina Diez skrev större episka dikter, som Die heilige Elisabeth von Ungarn (1845), Dichtungen nach dem alten Testamente (1852) och Agnes Bernauer (1857) samt skådespel, bland annat Frithjof (1879).